# 船底座矮橢球星系
船底座矮星系（Carina Dwarf Spheroidal Galaxy）是一個位在船底座的星系，是本星系團的成員之一，距離地球330000 ± 30000 光年 。船底座矮橢球星系是在1977年由聯合王國施密特望遠鏡發現的。天文學家估計，船底座矮星系的年齡有136億歲，這跟宇宙幾乎一樣老，因此它形成的方式應該和銀河系不一樣 。